# Ardi
Pour les articles homonymes, voir Ardi (homonymie).
Ardi est le mot basque désignant « brebis ». Le génie qui garde le gouffre d'Okina (en basque: Okinako leiza) dans la province d'Alava apparaît parfois sous cette forme.

## Étymologie
Ardi signifie « brebis » en langue basque, on le trouve aussi sous la forme Ardia qui signifie « la brebis », la lettre finale a servant à désigner l'article et fonctionnant comme un suffixe en basque.

## La légende d'Ardi
Une fois un berger dormait à l'ombre des hêtres alors que ses brebis étaient dispersées sur le mont Okina.
Lorsqu'il commença à faire nuit, les brebis se retirèrent dans un abri, sous les rochers. Quelques-unes ne le firent pas.
Le berger partit chercher celles qui manquaient et il se dirigea vers l'endroit d'où lui semblait parvenir un bruit de sonnaille. Arrivée là il poursuivit, entendant les cloches, mais il ne vit pas ses brebis.
Il lui semblait que les bruits de cloches lui parvenaient de dessous ses pieds. Il s'avança un peu et tomba dans les profondeurs du gouffre d'Okina. Il y avait là quelques brebis, mystérieuses, dont les cloches sonnaient comme celles de ses bêtes. Pris d'inquiétude il se souvint de la Vierge d'Arantzazu et lui demanda sa protection. Le matin suivant il se retrouva sous le clocher d'Arantzazu.
Quand, au bout de quelques jours, il s'en revint d'Arantzazu, il trouva à nouveau l'agneau au même endroit, près du gouffre d'Okina.
Il essaya de le capturer, mais lorsqu'il toucha avec sa main, il fut poussé par une force mystérieuse et précipité dans l'antre par le petit animal. Il ne put le lâcher. Il invoqua alors la Vierge d'Arantzazu et, à l'instant même, il se sentit libéré alors que l'agneau disparaissait dans le fond de l'abîme.

## Contexte historique
La vie pastorale remonte à très longtemps au Pays basque et va rester pérenne jusqu'à nos jours. La mise en place du mode de vie agro-pastoral arrive tardivement au IIIe millénaire av. J.-C. et il semble que l'activité d'élevage précède l'agriculture dans les Pyrénées car les noms basques concernant les animaux n'ont pas de racines indo-européennes.

## Force basque
Dans les sports ruraux ou herri kirolak, parmi les nombreuses épreuves pastorales, on trouve le combat de béliers (ahari topeka), les concours de chiens de berger (ardi txakurrak) habituellement avec des chiens berger basque (Euskal artzain txakurra) ou la tonte de moutons.